# 841
841 (DCCCXLI) fue un año común comenzado en sábado del calendario juliano, en vigor en aquella fecha.

## Acontecimientos
- 14 de mayo: en Francia, los vikingos ―liderados por Oscherus (que en la mitología nórdica es llamado Asgeirr)― empiezan a incursionar frecuentemente en el valle del río Sena, robando en las aldeas hasta Ruan. Saquean también el monasterio de Saint-Ouen y de Jumièges. La abadía de Fontenelle (Saint Wandrille) se libró del robo mediante el pago de seis libras de plata.
- 25 de junio: en Francia, la batalla de Fontenoy-en-Puisaye es el enfrentamiento decisivo entre los imperialistas (al mando de Lotario I) y los divisionistas (Carlos el Calvo y Luis el Germánico).
- En Galicia, el general musulmán al-Mutarrif (hermano y asesino de Abdala I de Córdoba) dirige un ejército para conquistar el país.
- En Irlanda, un grupo de noruegos (vikingos) fundan la aldea de Dyflinn (actual Dublín).
- En Kildare (Irlanda), el sureño Uí Neill vence a Feidlimid mac Crimthainn en la batalla de Magh-Ochtar.
- En Changán (capital de China), los mercados del Este y del Oeste son cerrados al anochecer por toque de queda, pero los ciudadanos siguen realizando comercio nocturno.

## Nacimientos
- Erico de Auxerre, teólogo y escritor benedictino (f. 876).
- Bernardo III de Tolosa (Bernard Plantapilosa), noble francés (f. 886).